# Vila do Bispo e Raposeira
Vila do Bispo e Raposeira é uma freguesia portuguesa do município de Vila do Bispo, com 84,22 km² de área e 1380 habitantes (censo de 2021). A sua densidade populacional é 16,4 hab./km².

## História
Foi criada aquando da reorganização administrativa de 2012/2013, resultando da agregação das antigas freguesias de Vila do Bispo e Raposeira.

## Demografia
A população registada nos censos foi:
| Distribuição da População por Grupos Etários | Distribuição da População por Grupos Etários | Distribuição da População por Grupos Etários | Distribuição da População por Grupos Etários | Distribuição da População por Grupos Etários | Distribuição da População por Grupos Etários |
| -------------------------------------------- | -------------------------------------------- | -------------------------------------------- | -------------------------------------------- | -------------------------------------------- | -------------------------------------------- |
| Antes da agregação                           |                                              |                                              |                                              |                                              |                                              |
| Ano                                          | 0-14 anos                                    | 15-24 anos                                   | 25-64 anos                                   | >= 65 anos                                   | Total                                        |
| 2001                                         | 152                                          | 168                                          | 707                                          | 370                                          | 1397                                         |
| 2011                                         | 145                                          | 116                                          | 756                                          | 361                                          | 1378                                         |
| Após a agregação                             |                                              |                                              |                                              |                                              |                                              |
| Ano                                          | 0-14 anos                                    | 15-24 anos                                   | 25-64 anos                                   | >= 65 anos                                   | Total                                        |
| 2021                                         | 176                                          | 110                                          | 753                                          | 341                                          | 1380                                         |